# Ciudad (Irijo)
Ciudad (llamada oficialmente Santa Mariña da Cidá) es una parroquia del municipio español de Irijo, en la provincia de Orense, Galicia.

## Toponimia
La parroquia también es conocida por los nombres de Santa Marina de Ciudad y Santa Mariña de Ciudad.

## Organización territorial
La parroquia está formada por cinco entidades de población:
- Os Casares
- Navas (Nabás)
- Orros
- Paredes
- Valdesoiro

## Demografía
| Gráfica de evolución demográfica de Ciudad entre 2000 y 2022 |
|                                                              |
| Datos según el nomenclátor publicado por el INE.             |